# Torre de TV de Pyongyang
A Torre de TV de Pyongyang é uma torre de TV autoportante de concreto com uma plataforma de observação e um restaurante panorâmico localizados em uma altura aproximada de 150 metros em Pyongyang, Coreia do Norte. Ela fica no Parque Kaeson em Moranbong-guyok, ao norte do Estádio Kim Il-sung. A torre transmite sinais para a Televisão Central Coreana e emissoras de rádio FM do Comitê Central de Radiodifusão Coreano (KCBC).

## História
Foi construída em 1967  para melhorar a área de cobertura dos sinais de rádio e TV, que na época eram muito precários, e iniciar as transmissões de TV em cores. 
A construção é inspirada no projeto da Torre Ostankino de Moscou,  que foi construída na mesma época. 

## Características
As antenas irradiadas e demais equipamentos estão na altura de 34.5, 65, 67.5 e 85 metros, localizados em plataformas circulares. Uma plataforma de observação está 94 metros acima do solo, e no topo da torre está instalada uma antena de 50 metros.